# Дикі
Дикі — український російськомовний телесеріал, створений студією «Квартал 95».
Прем'єра телесеріалу в Україні відбулася 22 січня 2022 року на телеканалі «1+1».
Повторні покази з повним українським дубляжем транслюється на телеканалі «ТЕТ».

## У ролях

### Головні герої
- Руслан Ханумак
- Ельдар Кабіров
- Дар'я Петрожицька

### Другорядні герої
- Василь Звєрєв — 1 серія
- Іван Блінов — 1, 6 серія
- Георгій Поволоцький — 1, 4, 6 серія
- Юрій Сак — 1 серія
- Юрій Пойманов — 2-3, 6 серія
- Валерія Пєнова — 2 серія
- Аліна Ханумак — 2-4 серія
- Сергій Титюк — 2 серія
- Людмила Похалок — 2 серія
- Альберт Семенченко — 2 серія
- Олександр Станкевич — 3 серія
- Катерина Манькус — 3 серія
- Вікторія Романова — 3 серія
- Дмитро Білецький — 3, 6-7 серія
- Денис Мурадов — 3-7 серія
- Дарина Білоцерковець — 3, 5 серія
- Кирило Гоз — 3 серія
- Володимир Шпонька — 4 серія
- Дмитро Маліков — 4, 6 серія
- Олександр Брагін — 4 серія
- Оксана Смільська — 4 серія
- Артем Литвиненко — 4, 7 серія
- Григорій Горобчук — 4 серія
- Михайло Кукуюк — 4 серія
- Микита Шевчук — 4 серія
- Влад Ройтберг — 4 серія
- Сергій Кармизов — 4 серія
- Олексій Завгородній — 5 серія
- Аліка Бурим — 5 серія
- Дмитро Меленевський — 5 серія
- Олег Свищ — 5 серія
- Дмитро Григоренко — 5 серія
- Юрій Микуленко — 5 серія
- Євген Семенченко — 5 серія
- Володимир Кузнєцов — 5 серія
- Зохраб Мухтаров — 6 серія
- Дар'я Куліш — 6 серія
- Ірина Гергель — 6 серія
- Олександр Комендантов — 6 серія
- Антон Мірошниченко — 6 серія
- Ганна Чаде — 6 серія
- Михайло Шейко — 6 серія
- Віра Кобзар — 7 серія
- Валерій Ігнатенков — 7 серія
- Віра Вардзелова — 7 серія
- Наталія Петрова — 7 серія
- Микола Матюшенко — 7 серія
- Анатолій Ященко — 8 серія
- Ніна Грива — 8 серія
- Дмитро Шуляк — 8 серія
- Андрій Остапенко — 8 серія
- Дмитро Остапенко — 8 серія
- Юрій Остапенко — 8 серія
- Рефат Абдишев — 8 серія
- Жанна Богдевич — 8 серія
- Олексій Меркулов — 8 серія
- Володимир Ямненко — 8 серія
- Анатолій Моджар — 8 серія